# Agarra a Música
Agarra a Música foi um programa de entretenimento da SIC que teve como anfitriões Cláudia Vieira e João Paulo Rodrigues. O programa era um quiz show musical transmitido no horário nobre de domingo. Estreou a 15 de janeiro de 2017 e terminou a 26 de março de 2017.
O programa baseava-se no formato original da Fremantle Media, Cue the Music.

## Formato
Todas as semanas, num confronto de conhecimento e dotes musicais, duas novas equipas de celebridades acertavam o compasso para provar que eram os melhores. Neste jogo rápido e animado, a pista era sempre um tema musical apresentada através de performances ao vivo, vídeos ou jogos divertidos e originais. Cada pergunta tinha sempre quatro opções de resposta, mas apenas uma estava correta. O décor moderno e interativo levanta as celebridades das cadeiras e põe todos a mexer porque quanto mais rápido acionar a resposta mais pontos pode ganhar. E se o jogo é viciante em estúdio, em casa os espetadores também podem participar, porque pela primeira vez havia uma aplicação que lhes permite jogar em igualdade de condições com as estrelas em tempo real.

## Mecânica do jogo
O jogo era composto de duas pistas de alta tecnologia. Cada vez que uma pergunta era feita às equipas, as pistas iluminavam-se com quatro linhas de luz coloridas, cada uma correspondendo a uma resposta. Baseando-se na sua inteligência rápida e respostas rápidas, os jogadores deviam saltar para a linha correta para marcarem pontos para a sua equipa - quanto mais rápido era escolhida a resposta, mais pontos acumulam.

### Aplicação
Os espetadores participavam da mesma maneira tendo uma aplicação onde eram apresentadas as mesmas perguntas e respostas. Para escolherem a resposta escolhida, bastava carregarem na opção colorida correspondente à resposta. Para participar, bastava criar um nickname e autorizar a sincronização com o microfone de telemóvel e assim começar a jogar. As perguntas eram ouvidas no programa e quantos mais rápido for escolhida a resposta, mais pontos são acumulados e assim ser visível no ranking do programa. A aplicação podia ser descarregada para Android na Google Play e para iOS na App Store.

## Produção

### Apresentadores/anfitriões
Além de apresentarem o programa, ao longo dos episódios, os apresentadores (ou anfitriões) encarnam diversas "lendas da música" como Axl Rose, Katy Perry, Amy Whinehouse ou Sia.

### Capitães
Cada equipa terá um capitão fixo, ao qual se juntarão mais dois concorrentes. A cada episódio, os dois concorrentes são substituídos por outros dois. Os capitães são Luciana Abreu e Rui Unas.

## Programas
| Atualizado a 28 de março de 2017. | Atualizado a 28 de março de 2017. | Atualizado a 28 de março de 2017. | Atualizado a 28 de março de 2017. | Atualizado a 28 de março de 2017. | Atualizado a 28 de março de 2017. | Atualizado a 28 de março de 2017. | Atualizado a 28 de março de 2017. |
| N.° de programas                  | Equipa                            | Equipa                            | Total de pontos                   | Convidados                        | Convidados                        | Encarnações                       | Encarnações                       |
| N.° de programas                  | Capitão                           | Vitórias                          | Total de pontos                   | Equipa                            | Musicais                          | Encarnações                       | Encarnações                       |
| --------------------------------- | --------------------------------- | --------------------------------- | --------------------------------- | --------------------------------- | --------------------------------- | --------------------------------- | --------------------------------- |
| 11 programas                      | Luciana Abreu                     | 5                                 | 1635                              | 44                                | 19                                | Cláudia Vieira                    | 5                                 |
| 11 programas                      | Rui Unas                          | 6                                 | 1778                              | 44                                | 19                                | João Paulo Rodrigues              | 5                                 |

### 1.° programa
No primeiro programa, João Manzarra, Rita Ferro Rodrigues foram os concorrentes convidados para a equipa de Luciana Abreu. Na equipa de Rui Unas, estiveram Inês Castel-Branco e Ricardo Pereira. Nelson Freitas foi convidado musical com os temas originais de Bo Tem Mel e Miúda Linda assim como Kika Cardoso com a canção da sua autoria, I Knew. A equipa de Rui Unas foi a vencedora.
| # | Data                  | Equipa        | Equipa                                                    | Equipa     | Temas por ronda                                                          | Convidado/a (os/as) musical (ais)                                  | Encarnação           | Encarnação    | Ref.  |
| # | Data                  | Capitão       | Convidados                                                | Pontos     | Temas por ronda                                                          | Convidado/a (os/as) musical (ais)                                  | Encarnação           | Encarnação    | Ref.  |
| - | --------------------- | ------------- | --------------------------------------------------------- | ---------- | ------------------------------------------------------------------------ | ------------------------------------------------------------------ | -------------------- | ------------- | ----- |
| 1 | 15 de janeiro de 2017 | Luciana Abreu | Pantalones Negros: - João Manzarra - Rita Ferro Rodrigues | 107        | 1. Hits de Rádio 2. Cinema 3. Anos 80 4. Novelas 5. Divas 6. Super Final | - Nelson Freitas - Bo Tem Mel; Miúda Linda - Kika Cardoso - I Knew | Cláudia Vieira       | Amy Winehouse | [ 8 ] |
| 1 | 15 de janeiro de 2017 | Rui Unas      | Hipster Team: - Inês Castel-Branco - Ricardo Pereira      | Venceu 117 | 1. Hits de Rádio 2. Cinema 3. Anos 80 4. Novelas 5. Divas 6. Super Final | - Nelson Freitas - Bo Tem Mel; Miúda Linda - Kika Cardoso - I Knew | João Paulo Rodrigues | Slash         | [ 8 ] |

### 2.° programa
Liliana Santos e Tiago Teotónio Pereira foram os concorrentes convidados para integrarem a equipa de Luciana Abreu. Para a equipa de Rui Unas foram escolhidos Dânia Neto e José Mata. O convidado musical do segundo programa foi o cantor Diogo Piçarra com os temas Dialeto e História.  A equipa vencedora do segundo programa foi a equipa de Luciana Abreu.
| # | Data                  | Equipa        | Equipa                                                 | Equipa     | Temas por ronda                                                                                   | Convidado/a (os/as) musical (ais)   | Encarnação           | Encarnação     | Ref.  |
| # | Data                  | Capitão       | Convidados                                             | Pontos     | Temas por ronda                                                                                   | Convidado/a (os/as) musical (ais)   | Encarnação           | Encarnação     | Ref.  |
| - | --------------------- | ------------- | ------------------------------------------------------ | ---------- | ------------------------------------------------------------------------------------------------- | ----------------------------------- | -------------------- | -------------- | ----- |
| 2 | 22 de janeiro de 2017 | Luciana Abreu | "Toma Toma": - Liliana Santos - Tiago Teotónio Pereira | Venceu 176 | 1. Músicas do séc. XXI 2. Anos 90 3. Boys Band 4. Viva o Brasil 5. Músicas On Fire 6. Super Final | - Diogo Piçarra - Dialeto; História | Cláudia Vieira       | Sem encarnação | [ 9 ] |
| 2 | 22 de janeiro de 2017 | Rui Unas      | - Dânia Neto - José Mata                               | 137        | 1. Músicas do séc. XXI 2. Anos 90 3. Boys Band 4. Viva o Brasil 5. Músicas On Fire 6. Super Final | - Diogo Piçarra - Dialeto; História | João Paulo Rodrigues | Conchita Wurst | [ 9 ] |

### 3.° programa
Os apresentadores Raquel Strada e João Paulo Sousa integraram a equipa de Luciana Abreu no terceiro programa. Na equipa de Rui Unas, os atores Débora Monteiro e Diogo Valsassina foram os convidados. Os cantores António Zambujo e Carolina Deslandes completaram o programa. A equipa vencedora do terceiro programa foi a equipa de Luciana Abreu. 
| # | Data                  | Equipa        | Equipa                                           | Equipa     | Temas por ronda                                                                             | Convidado/a (os/as) musical (ais)                                     | Encarnação           | Encarnação     | Ref.   |
| # | Data                  | Capitão       | Convidados                                       | Pontos     | Temas por ronda                                                                             | Convidado/a (os/as) musical (ais)                                     | Encarnação           | Encarnação     | Ref.   |
| - | --------------------- | ------------- | ------------------------------------------------ | ---------- | ------------------------------------------------------------------------------------------- | --------------------------------------------------------------------- | -------------------- | -------------- | ------ |
| 3 | 29 de janeiro de 2017 | Luciana Abreu | Strada Louca: - João Paulo Sousa - Raquel Strada | Venceu 157 | 1. Grandes sucessos 2. Duetos 3. Summer Hits 4. Baladas de amor 5. É só rock 6. Super Final | - António Zambujo - Zorro; João e Maria - Carolina Deslandes - Heaven | Cláudia Vieira       | Sem encarnação | [ 10 ] |
| 3 | 29 de janeiro de 2017 | Rui Unas      | Unas Louca: - Débora Monteiro - Diogo Valsassina | 117        | 1. Grandes sucessos 2. Duetos 3. Summer Hits 4. Baladas de amor 5. É só rock 6. Super Final | - António Zambujo - Zorro; João e Maria - Carolina Deslandes - Heaven | João Paulo Rodrigues | Axl Rose       | [ 10 ] |

### 4.° programa
Para o quarto programa, o humorista Pedro Fernandes esteve na equipa de Luciana em companhia do cantor Mariana Alvim. Nilton integrou em conjunto com a Joana Cruz, a equipa de Rui Unas. Os Amor Electro atuaram com os temas Rosa Sangue e Sei. A equipa vencedora do quarto programa foi a equipa de Luciana Abreu. 
| # | Data                   | Equipa        | Equipa                                                           | Equipa     | Temas por ronda                                                                                    | Convidado/a (os/as) musical (ais) | Encarnação           | Encarnação | Ref.   |
| # | Data                   | Capitão       | Convidados                                                       | Pontos     | Temas por ronda                                                                                    | Convidado/a (os/as) musical (ais) | Encarnação           | Encarnação | Ref.   |
| - | ---------------------- | ------------- | ---------------------------------------------------------------- | ---------- | -------------------------------------------------------------------------------------------------- | --------------------------------- | -------------------- | ---------- | ------ |
| 4 | 5 de fevereiro de 2017 | Luciana Abreu | Lucy in the Sky with Diamonds: - Mariana Alvim - Pedro Fernandes | Venceu 116 | 1. O amor está no ar 2. Cantam juntos 3. De que país 4. A era do vinil 5. Rock tuga 6. Super Final | - Amor Electro - Rosa Sangue; Sei | Cláudia Vieira       | Katy Perry | [ 11 ] |
| 4 | 5 de fevereiro de 2017 | Rui Unas      | Lordes: - Nilton - Joana Cruz                                    | 111        | 1. O amor está no ar 2. Cantam juntos 3. De que país 4. A era do vinil 5. Rock tuga 6. Super Final | - Amor Electro - Rosa Sangue; Sei | João Paulo Rodrigues | Slash      | [ 11 ] |

### 5.° programa
No quinto programa, a apresentadora e atriz Diana Chaves esteve em conjunto com o cantor Nelson Rosado na equipa de Luciana Abreu. O irmão Sérgio Rosado competiu com a ajuda de Oceana Basílio na equipa de Rui Unas. Os convidados musicais do quinto programa foram ATOA e Matias Damásio. A equipa vencedora do quinto programa foi a equipa de Rui Unas.
| # | Data                    | Equipa        | Equipa                           | Equipa     | Temas por ronda                                                                  | Convidado/a (os/as) musical (ais)                                                   | Encarnação           | Encarnação     | Ref.   |
| # | Data                    | Capitão       | Convidados                       | Pontos     | Temas por ronda                                                                  | Convidado/a (os/as) musical (ais)                                                   | Encarnação           | Encarnação     | Ref.   |
| - | ----------------------- | ------------- | -------------------------------- | ---------- | -------------------------------------------------------------------------------- | ----------------------------------------------------------------------------------- | -------------------- | -------------- | ------ |
| 5 | 12 de fevereiro de 2017 | Luciana Abreu | - Diana Chaves - Nelson Rosado   | 175        | 1. Pista de dança 2. Amor 3. Música francesa 4. Covers 5. Popular 6. Super Final | - ATOA - Faz Mais, Vive Mais - João Paulo Rodrigues - Teu - Matias Damásio - Loucos | Cláudia Vieira       | Ana Malhoa     | [ 12 ] |
| 5 | 12 de fevereiro de 2017 | Rui Unas      | - Sérgio Rosado - Oceana Basílio | Venceu 187 | 1. Pista de dança 2. Amor 3. Música francesa 4. Covers 5. Popular 6. Super Final | - ATOA - Faz Mais, Vive Mais - João Paulo Rodrigues - Teu - Matias Damásio - Loucos | João Paulo Rodrigues | Sem encarnação | [ 12 ] |

### 6.° programa
Os atores Sara Matos e José Fidalgo foram os concorrentes convidados para integrarem a equipa de Luciana Abreu. Para a equipa de Rui Unas foram escolhidos a cantora Marisa Cruz e o guitarrista Tiago Pais Dias. Os convidados musicais do sexto programa foram os cantores C4 Pedro e Kika Cardoso. A equipa vencedora do sexto programa foi a equipa de Rui Unas. 
| # | Data                    | Equipa        | Equipa                                        | Equipa     | Temas por ronda                                                                              | Convidado/a (os/as) musical (ais)               | Encarnação           | Encarnação     | Ref.   |
| # | Data                    | Capitão       | Convidados                                    | Pontos     | Temas por ronda                                                                              | Convidado/a (os/as) musical (ais)               | Encarnação           | Encarnação     | Ref.   |
| - | ----------------------- | ------------- | --------------------------------------------- | ---------- | -------------------------------------------------------------------------------------------- | ----------------------------------------------- | -------------------- | -------------- | ------ |
| 6 | 19 de fevereiro de 2017 | Luciana Abreu | Show Makers: - Sara Matos - José Fidalgo      | 155        | 1. Música para ouvir no carro 2. Reggae 3. Transportes 4. Angola 5. Casamento 6. Super Final | - C4 Pedro - Tu és a Mulher - Kika - ColorBlind | Cláudia Vieira       | Dançarina      | [ 13 ] |
| 6 | 19 de fevereiro de 2017 | Rui Unas      | Terra-a-Terra: - Marisa Liz - Tiago Pais Dias | Venceu 191 | 1. Música para ouvir no carro 2. Reggae 3. Transportes 4. Angola 5. Casamento 6. Super Final | - C4 Pedro - Tu és a Mulher - Kika - ColorBlind | João Paulo Rodrigues | Sem encarnação | [ 13 ] |

### 7.° programa
Para o sétimo programa, os atores Miguel Costa e Mafalda Jara, estiveram presentes para apoiar Luciana Abreu. Rui Unas contou com a companhia dos atores Mariana Norton e João Baptista. Para animar o programa, os cantores Leandro e a escola de samba Bota no Rego também estiveram presentes.
| # | Data                    | Equipa        | Equipa                                         | Equipa     | Temas por ronda                                                                                   | Convidado/a (os/as) musical (ais) | Encarnação           | Encarnação     | Ref.   |
| # | Data                    | Capitão       | Convidados                                     | Pontos     | Temas por ronda                                                                                   | Convidado/a (os/as) musical (ais) | Encarnação           | Encarnação     | Ref.   |
| - | ----------------------- | ------------- | ---------------------------------------------- | ---------- | ------------------------------------------------------------------------------------------------- | --------------------------------- | -------------------- | -------------- | ------ |
| 7 | 26 de fevereiro de 2017 | Luciana Abreu | "Granda" jardas: - Miguel Costa - Mafalda Jara | 101        | 1. Happy songs 2. Músicas ao sol 3. Bandas 4. Carnaval do Rio 5. Nomes de mulheres 6. Super Final | - Leandro - Louco                 | Cláudia Vieira       | Sem encarnação | [ 14 ] |
| 7 | 26 de fevereiro de 2017 | Rui Unas      | - Mariana Norton - João Baptista               | Venceu 174 | 1. Happy songs 2. Músicas ao sol 3. Bandas 4. Carnaval do Rio 5. Nomes de mulheres 6. Super Final | - Leandro - Louco                 | João Paulo Rodrigues | Sem encarnação | [ 14 ] |

### 8.° programa
No oitavo programa, Tiago Aldeia e Sofia Arruda, foram os concorrentes convidados para a equipa de Luciana Abreu. António Camelier e Cecília Henriques estiveram na equipa de Rui Unas. Anselmo Ralph assim como Jimmy P. atuaram. Luciana Abreu foi convidada musical especial.
| # | Data               | Equipa        | Equipa                                       | Equipa     | Temas por ronda                                                                         | Convidado/a (os/as) musical (ais)                                                   | Encarnação           | Encarnação     | Ref.   |
| # | Data               | Capitão       | Convidados                                   | Pontos     | Temas por ronda                                                                         | Convidado/a (os/as) musical (ais)                                                   | Encarnação           | Encarnação     | Ref.   |
| - | ------------------ | ------------- | -------------------------------------------- | ---------- | --------------------------------------------------------------------------------------- | ----------------------------------------------------------------------------------- | -------------------- | -------------- | ------ |
| 8 | 5 de março de 2017 | Luciana Abreu | Hakuna Matata: - Tiago Aldeia - Sofia Arruda | 171        | 1. Top dos Tops 2. Festa 3. Música Portuguesa 4. Ritmos do Mundo 5. Mães 6. Super Final | - Anselmo Ralph - Por favor DJ - Jimmy P. - Não tás a ver - Luciana Abreu - Tu e Eu | Cláudia Vieira       | Sem encarnação | [ 15 ] |
| 8 | 5 de março de 2017 | Rui Unas      | - António Camelier - Cecília Henriques       | Venceu 197 | 1. Top dos Tops 2. Festa 3. Música Portuguesa 4. Ritmos do Mundo 5. Mães 6. Super Final | - Anselmo Ralph - Por favor DJ - Jimmy P. - Não tás a ver - Luciana Abreu - Tu e Eu | João Paulo Rodrigues | Sem encarnação | [ 15 ] |

### 9.° programa
Os atores de Rainha das Flores, Luís Garcia e Bárbara Lourenço, integraram a equipa de Luciana Abreu, na equipa rival, de Rui Unas, os interpretantes de Coração d'Ouro, Mariana Pacheco e Filipe Vargas ajudaram para a vitória. Para animar o programa, April Ivy cantou os temas Shut Up e Be Ok.
| # | Data                | Equipa        | Equipa                                     | Equipa     | Temas por ronda                                                                                        | Convidado/a (os/as) musical (ais) | Encarnação           | Encarnação     | Ref.   |
| # | Data                | Capitão       | Convidados                                 | Pontos     | Temas por ronda                                                                                        | Convidado/a (os/as) musical (ais) | Encarnação           | Encarnação     | Ref.   |
| - | ------------------- | ------------- | ------------------------------------------ | ---------- | --- | --------------------------------- | -------------------- | -------------- | ------ |
| 9 | 12 de março de 2017 | Luciana Abreu | Os Blues: - Luís Garcia - Bárbara Lourenço | 101        | 1. Músicas de ontem e de hoje 2. Música Espanhola 3. A solo 4. Cantam a dois 5. Tributo 6. Super Final | - April Ivy - Shut Up; Be Ok      | Cláudia Vieira       | Sia            | [ 16 ] |
| 9 | 12 de março de 2017 | Rui Unas      | - Mariana Pacheco - Filipe Vargas          | Venceu 194 | 1. Músicas de ontem e de hoje 2. Música Espanhola 3. A solo 4. Cantam a dois 5. Tributo 6. Super Final | - April Ivy - Shut Up; Be Ok      | João Paulo Rodrigues | Sem encarnação | [ 16 ] |

### 10.° programa
Para o décimo programa, os cantores Carolina Deslandes e Berg estiveram presentes para apoiar Luciana Abreu. Rui Unas contou com a companhia do cantor Mickael Carreira e da apresentadora Carolina Patrocínio. Para animar o programa, os cantores João Só e Mimi Cat também estiveram presentes. A equipa de Luciana Abreu foi a grande vencedora.
| #  | Data                | Equipa        | Equipa                                                | Equipa     | Temas por ronda                                                                           | Convidado/a (os/as) musical (ais)           | Encarnação           | Encarnação     | Ref.   |
| #  | Data                | Capitão       | Convidados                                            | Pontos     | Temas por ronda                                                                           | Convidado/a (os/as) musical (ais)           | Encarnação           | Encarnação     | Ref.   |
| -- | ------------------- | ------------- | ----------------------------------------------------- | ---------- | ----------------------------------------------------------------------------------------- | ------------------------------------------- | -------------------- | -------------- | ------ |
| 10 | 19 de março de 2017 | Luciana Abreu | Qualquer Coisa: - Carolina Deslandes - Berg           | Venceu 187 | 1. Playlist 2. Pais e filhos 3. Musicais 4. Músicas sempre 5. Tributo pais 6. Super Final | - João Só - Não é verdade - Mimi Cat - Fire | Cláudia Vieira       | Sem encarnação | [ 17 ] |
| 10 | 19 de março de 2017 | Rui Unas      | Outra Coisa: - Mickael Carreira - Carolina Patrocínio | 170        | 1. Playlist 2. Pais e filhos 3. Musicais 4. Músicas sempre 5. Tributo pais 6. Super Final | - João Só - Não é verdade - Mimi Cat - Fire | João Paulo Rodrigues | Sem encarnação | [ 17 ] |

### 11.° programa
No último programa, Diogo Piçarra e Cláudio Ramos serão os concorrentes convidados para a equipa de Luciana Abreu. Na equipa de Rui Unas, estarão Ana Marques e Cláudia Borges. Mickael Carreira será o convidado musical.
| #  | Data                | Equipa        | Equipa                                    | Equipa     | Temas por ronda                                                                                       | Convidado/a (os/as) musical (ais)      | Encarnação           | Encarnação     | Ref.   |
| #  | Data                | Capitão       | Convidados                                | Pontos     | Temas por ronda                                                                                       | Convidado/a (os/as) musical (ais)      | Encarnação           | Encarnação     | Ref.   |
| -- | ------------------- | ------------- | ----------------------------------------- | ---------- | --- | -------------------------------------- | -------------------- | -------------- | ------ |
| 11 | 26 de março de 2017 | Luciana Abreu | CupCakes: - Diogo Piçarra - Cláudio Ramos | Venceu 189 | 1. Músicas que ficam na cabeça 2. U.S.A. 3. Rock 4. Inspiração Lua 5. Músicas infantis 6. Super Final | - Mickael Carreira - Fácil; Imaginamos | Cláudia Vieira       | Sem encarnação | [ 18 ] |
| 11 | 26 de março de 2017 | Rui Unas      | Crazy ???: - Ana Marques - Cláudia Borges | 183        | 1. Músicas que ficam na cabeça 2. U.S.A. 3. Rock 4. Inspiração Lua 5. Músicas infantis 6. Super Final | - Mickael Carreira - Fácil; Imaginamos | João Paulo Rodrigues | Wham!          | [ 18 ] |

## Audiências
| #                                                         | Data | Rating (%)    | Share (%)     | Pico máximo   | Pico máximo   | Telespetadores (Média) | Ref.   | Gráfico |
| #                                                         | Data | Rating (%)    | Share (%)     | Rating (%)    | Share (%)     | Telespetadores (Média) | Ref.   | Gráfico |
| #                                                         | Data | LIVE + VOSDAL | LIVE + VOSDAL | LIVE + VOSDAL | LIVE + VOSDAL | Telespetadores (Média) | Ref.   | Gráfico |
| --------------------------------------------------------- | --- | ------------- | ------------- | ------------- | ------------- | ---------------------- | ------ | --- |
| 1                                                         | 15 de janeiro de 2017 | 11,5%         | 22,3%         | 14,4%         | 27,2%         | 1.115.000              | [ 19 ] | Esta página contém um gráfico que utiliza a extensão <graph> . A extensão está temporariamente indisponível e será reativada quando possível. Para mais informações, consulte o ticket T334940 . |
| 2                                                         | 22 de janeiro de 2017 | 11,4%         | 22,6%         | 12,4%         | 24,0%         | 1.102.900              | [ 20 ] | Esta página contém um gráfico que utiliza a extensão <graph> . A extensão está temporariamente indisponível e será reativada quando possível. Para mais informações, consulte o ticket T334940 . |
| 3                                                         | 29 de janeiro de 2017 | 8,6%          | 15,9%         | 11,2%         | 22,7%         | 846.500                | [ 21 ] | Esta página contém um gráfico que utiliza a extensão <graph> . A extensão está temporariamente indisponível e será reativada quando possível. Para mais informações, consulte o ticket T334940 . |
| 4                                                         | 5 de fevereiro de 2017 | 9%            | 17,9%         | 10,9%         | 21,7%         | 870.000                | [ 22 ] | Esta página contém um gráfico que utiliza a extensão <graph> . A extensão está temporariamente indisponível e será reativada quando possível. Para mais informações, consulte o ticket T334940 . |
| 5                                                         | 12 de fevereiro de 2017 | 9,4%          | 18,5%         | 11%           | 22,9%         | 906.000                | [ 23 ] | Esta página contém um gráfico que utiliza a extensão <graph> . A extensão está temporariamente indisponível e será reativada quando possível. Para mais informações, consulte o ticket T334940 . |
| 6                                                         | 19 de fevereiro de 2017 | 9,2%          | 18,5%         | 10,1%         | 20,8%         | 888.200                | [ 24 ] | Esta página contém um gráfico que utiliza a extensão <graph> . A extensão está temporariamente indisponível e será reativada quando possível. Para mais informações, consulte o ticket T334940 . |
| 7                                                         | 26 de fevereiro de 2017 | 8,9%          | 18,2%         | 10,8%         | 22,0%         | 862.000                | [ 25 ] | Esta página contém um gráfico que utiliza a extensão <graph> . A extensão está temporariamente indisponível e será reativada quando possível. Para mais informações, consulte o ticket T334940 . |
| 8                                                         | 5 de março de 2017 | 8,5%          | 16,6%         | 10,9%         | 21,7%         | 820.000                | [ 26 ] | Esta página contém um gráfico que utiliza a extensão <graph> . A extensão está temporariamente indisponível e será reativada quando possível. Para mais informações, consulte o ticket T334940 . |
| 9                                                         | 12 de março de 2017 | 8,8%          | 17,5%         | 10,8%         | 21,4%         | 852.000                | [ 27 ] | Esta página contém um gráfico que utiliza a extensão <graph> . A extensão está temporariamente indisponível e será reativada quando possível. Para mais informações, consulte o ticket T334940 . |
| 10                                                        | 19 de março de 2017 | 6,7%          | 13,9%         | 7,7%          | 15,5%         | 648.200                | [ 28 ] | Esta página contém um gráfico que utiliza a extensão <graph> . A extensão está temporariamente indisponível e será reativada quando possível. Para mais informações, consulte o ticket T334940 . |
| 11                                                        | 26 de março de 2017 | 7,5%          | 15,3%         | —             | —             | 728.300                | [ 29 ] | Esta página contém um gráfico que utiliza a extensão <graph> . A extensão está temporariamente indisponível e será reativada quando possível. Para mais informações, consulte o ticket T334940 . |
| Média                                                     | Média | 9%            | 17,9%         | —             | —             | —                      | [ 29 ] | Esta página contém um gráfico que utiliza a extensão <graph> . A extensão está temporariamente indisponível e será reativada quando possível. Para mais informações, consulte o ticket T334940 . |
| Dados Havas Media Group/CAEM GFK Media Monitor Telereport | |               |               |               |               |                        |        | |
|                                                           | Esta página contém um gráfico que utiliza a extensão <graph>. A extensão está temporariamente indisponível e será reativada quando possível. Para mais informações, consulte o ticket T334940. |               |               |               |               |                        |        | |

Legenda :
     Melhor resultado
     Pior resultado

## Versões internacionais
| País   | Nome         | Nome                  | Apresentador | Canal | Estreia                | Último programa       | Ref.   |
| País   | Original     | Tradução em português | Apresentador | Canal | Estreia                | Último programa       | Ref.   |
| ------ | ------------ | --------------------- | ------------ | ----- | ---------------------- | --------------------- | ------ |
| Suécia | Gissa låten! | Adivinhe a canção!    | Ola Selmén   | SVT   | 24 de setembro de 2016 | 15 de outubro de 2016 | [ 30 ] |